# Trachyspora alchemillae
Trachyspora alchemillae (Pers.) Fuckel – gatunek grzybów z rodziny Phragmidiaceae. Pasożyt rozwijający się na roślinach z rodzaju przywrotnik (Alchemilla).

## Systematyka i nazewnictwo
Pozycja w klasyfikacji według Index Fungorum: Trachyspora, Phragmidiaceae, Pucciniales, Incertae sedis, Pucciniomycetes, Pucciniomycotina, Basidiomycota, Fungi.
Po raz pierwszy takson ten zdiagnozował w 1796 r. Ch.H. Persoon nadając mu nazwę Uredo alchemillae. Obecną, uznaną przez Index Fungorum nazwę nadał mu w 1861 r. K.W. Fuckel.
Synonimy.
- Caeoma alchemillae (Pers.) Schltdl. 1826
- Coeomurus alchemillae (Pers.) Kuntze 1898
- Erysibe alchemillae (Pers.) Wallr. 1833
- Trachyspora alchemillae (Pers.) Fuckel 1864
- Trachyspora intrusa (Grev.) Arthur 1934
- Trichobasis alchemillae (Pers.) G.H. Otth 1864
- Uredo alchemillae Pers. 1796
- Uredo intrusa Grev. 1824
- Uromyces alchemillae (Pers.) Fuckel 1887

## Morfologia i rozwój
Grzyb mikroskopijny. Jest to rdza jednodomowa, rozwijająca się na jednym tylko żywicielu i niepełnocyklowa – wytwarza tylko 2 rodzaje zarodników: urediniospory i teliospory. 
Zimuje w kłączach rośliny, dzięki czemu już wczesną wiosną zaczyna się na niej rozwijać. Na dolnej stronie liści tworzy rozrzucone, mączyste uredinia o barwie żółtawej lub pomarańczowej, czasami zajmujące cała dolną powierzchnię. Mają okrągławy lub wydłużony kształt, przy dużej ilości zlewają się z sobą. Urediniospory mniej więcej kuliste lub elipsoidalne o rozmiarach 16–25 × 14–21 μm, drobno kolczaste, pomarańczowe. Później powstają podobne kształtem telia, ale zazwyczaj w rozproszeniu i nie zlewające się. Są oprószone i mają barwę brązowo-czerwonawą. Powstają w nich na szypułkach owalne lub elipsoidalne, jednokomórkowe teliospory o rozmiarach 26–40 × 20–30 μm, brązowawe, grubościenne. Cała ich powierzchnia, a przynajmniej górna, pokryta jest brodawkami.